# Mike Bossy Trophy
Mike Bossy Trophy (fr. Trophée Michel Bossy) – nagroda przyznawana w kanadyjskiej lidze juniorskiej w hokeju na lodzie QMJHL zawodnikowi, który ma największe szanse na karierę w elitarnej lidze NHL. Taki hokeista jest określany jako najlepszy profesjonalny prospect (z ang. perspektywiczny / potencjalny kandydat).
Nagroda została nazwana od Mike’a Bossy’ego, grającemu w rozgrywkach od 1972 do 1977, a następnie występował w NHL czterokrotnie zdobywając Puchar Stanleya.

## Lista nagrodzonych
| Sezon     | Zawodnik             | Klub QMJHL                   | Draft NHL | Wybierający klub NHL  |
| --------- | -------------------- | ---------------------------- | --------- | --------------------- |
| 2016–17   | Nico Hischier        | Halifax Mooseheads           | 1. 2017   | New Jersey Devils     |
| 2015–16   | Pierre-Luc Dubois    | Cape Breton Screaming Eagles | 3. 2016   | Columbus Blue Jackets |
| 2014–15   | Timo Meier           | Halifax Mooseheads           | 9. 2015   | San Jose Sharks       |
| 2013–14   | Nikolaj Ehlers       | Halifax Mooseheads           | 9. 2014   | Winnipeg Jets         |
| 2012–13   | Jonathan Drouin      | Halifax Mooseheads           | 3. 2013   | Tampa Bay Lightning   |
| 2011–12   | Michaił Grigorienko  | Quebec Remparts              | 12. 2012  | Buffalo Sabres        |
| 2010–11   | Sean Couturier       | Drummondville Voltigeurs     | 8. 2011   | Philadelphia Flyers   |
| 2009–10   | Brandon Gormley      | Moncton Wildcats             | 13. 2010  | Phoenix Coyotes       |
| 2008–09   | Dmitrij Kulikow      | Drummondville Voltigeurs     | 14. 2009  | Florida Panthers      |
| 2007–08   | Michaił Stefanowicz  | Quebec Remparts              | 98. 2008  | Toronto Maple Leafs   |
| 2006–07   | Angelo Esposito      | Quebec Remparts              | 20. 2007  | Pittsburgh Penguins   |
| 2005–06   | Derick Brassard      | Drummondville Voltigeurs     | 6. 2006   | Columbus Blue Jackets |
| 2004–05   | Sidney Crosby        | Rimouski Océanic             | 1. 2005   | Pittsburgh Penguins   |
| 2003–04   | Alexandre Picard     | Lewiston Maineiacs           | 8. 2004   | Columbus Blue Jackets |
| 2002–03   | Marc-Andre Fleury    | Cape Breton Screaming Eagles | 1. 2003   | Pittsburgh Penguins   |
| 2001–02   | Pierre-Marc Bouchard | Chicoutimi Saguenéens        | 8. 2002   | Minnesota Wild        |
| 2000–01   | Aleš Hemský          | Hull Olympiques              | 13. 2001  | Edmonton Oilers       |
| 1999–2000 | Antoine Vermette     | Victoriaville Tigres         | 55. 2000  | Ottawa Senators       |
| 1998–99   | Maxime Ouellet       | Quebec Remparts              | 22. 1999  | Philadelphia Flyers   |
| 1997–98   | Vincent Lecavalier   | Rimouski Océanic             | 1. 1998   | Tampa Bay Lightning   |
| 1996–97   | Roberto Luongo       | Val-d’Or Foreurs             | 4. 1997   | New York Islanders    |
| 1995–96   | J.P. Dumont          | Val-d’Or Foreurs             | 3. 1996   | New York Islanders    |
| 1994–95   | Martin Biron         | Beauport Harfangs            | 16. 1995  | Buffalo Sabres        |
| 1993–94   | Eric Fichaud         | Chicoutimi Saguenéens        | 16. 1994  | Toronto Maple Leafs   |
| 1992–93   | Alexandre Daigle     | Victoriaville Tigres         | 1. 1993   | Ottawa Senators       |
| 1991–92   | Paul Brousseau       | Hull Olympiques              | 28. 1992  | Quebec Nordiques      |
| 1990–91   | Philippe Boucher     | Granby Bisons                | 13. 1991  | Buffalo Sabres        |
| 1989–90   | Karl Dykhuis         | Hull Olympiques              | 16. 1990  | Chicago Blackhawks    |
| 1988–89   | Patrice Brisebois    | Laval Titan                  | 30. 1989  | Montreal Canadiens    |
| 1987–88   | Daniel Dore          | Drummondville Voltigeurs     | 5. 1988   | Quebec Nordiques      |
| 1986–87   | Pierre Turgeon       | Granby Bisons                | 1. 1987   | Buffalo Sabres        |
| 1985–86   | Jimmy Carson         | Verdun Junior Canadiens      | 2. 1986   | Los Angeles Kings     |
| 1984–85   | Jose Charbonneau     | Drummondville Voltigeurs     | 12. 1985  | Montreal Canadiens    |
| 1983–84   | Mario Lemieux        | Laval Voisins                | 1. 1984   | Pittsburgh Penguins   |
| 1982–83   | Pat LaFontaine       | Verdun Juniors               | 3. 1983   | New York Islanders    |
| 1982–83   | Sylvain Turgeon      | Hull Olympiques              | 2. 1983   | Hartford Whalers      |
| 1981–82   | Michel Petit         | Sherbrooke Castors           | 11. 1982  | Vancouver Canucks     |
| 1980–81   | Dale Hawerchuk       | Cornwall Royals              | 1. 1981   | Winnipeg Jets         |